# Erica bauera
Erica bauera är en ljungväxtart. Erica bauera ingår i släktet klockljungssläktet, och familjen ljungväxter.

## Underarter
Arten delas in i följande underarter:
- E. b. bauera
- E. b. gouriquae